# Lutjanus russellii
Lutjanus russellii is een straalvinnige vis uit de familie van snappers (Lutjanidae) en behoort derhalve tot de orde van baarsachtigen (Perciformes). De vis kan een lengte bereiken van 50 cm.

## Leefomgeving
Lutjanus russellii komt in zeewater en brak water voor. De vis prefereert een tropisch klimaat en heeft zich verspreid over de Grote en Indische Oceaan. De diepteverspreiding is 0 tot 80 m onder het wateroppervlak.

## Relatie tot de mens
Lutjanus russellii is voor de visserij van aanzienlijk commercieel belang. In de hengelsport wordt er weinig op de vis gejaagd.